# Filago lusitanica
Filago lusitanica là một loài thực vật có hoa trong họ Cúc. Loài này được (Samp.) P.Silva mô tả khoa học đầu tiên năm 1964.